# غار ناگاروی
غار ناگاروی (به لاتین: Nagarevi Cave Natural Monument) یک غار در گرجستان است.